# Marcus Oliver
Marcus Oliver (Saint Thomas, 20 ottobre 1980) è un ex cestista americo-verginiano.

## Carriera
Con le Isole Vergini Americane ha disputato due edizioni dei Campionati americani (2001, 2003).